# Свети Никола (Самоков)
Вижте пояснителната страница за други значения на Свети Никола.
„Свети Никола“ е българска православна църква в град Самоков, катедрална църква на бившата Самоковска епархия.
Храмът е едноапсиден, трикуполен, с открит притвор и камбанария над главния вход.

## История
Гробищната църква „Свети Никола“ в Самоков е осветена на 26 октомври 1861 г. В нея са били гробовете на много видни граждани на Самоков като Захари Зограф, Захари Хаджигюров и други. Днес е запазен само гробът на последния самоковски митрополит Доситей. При строежа на къща, източно от днешната черковна ограда е открит гроб, в който е намерен медальон с изписано името Паисий. Тази находка, заедно с бележката от кондиката на Хилендарския манастир от 3 юли 1798 г. направиха за сега този гроб основния претендент за мястото, където е намерил последен покой Паисий Хилендарски.